# Mirabeau (Métro Paris)
Der U-Bahnhof Mirabeau [miʁabo] ist eine unterirdische Station der Linie 10 der Pariser Métro. Es halten nur Züge in Richtung Gare d’Austerlitz.

## Lage

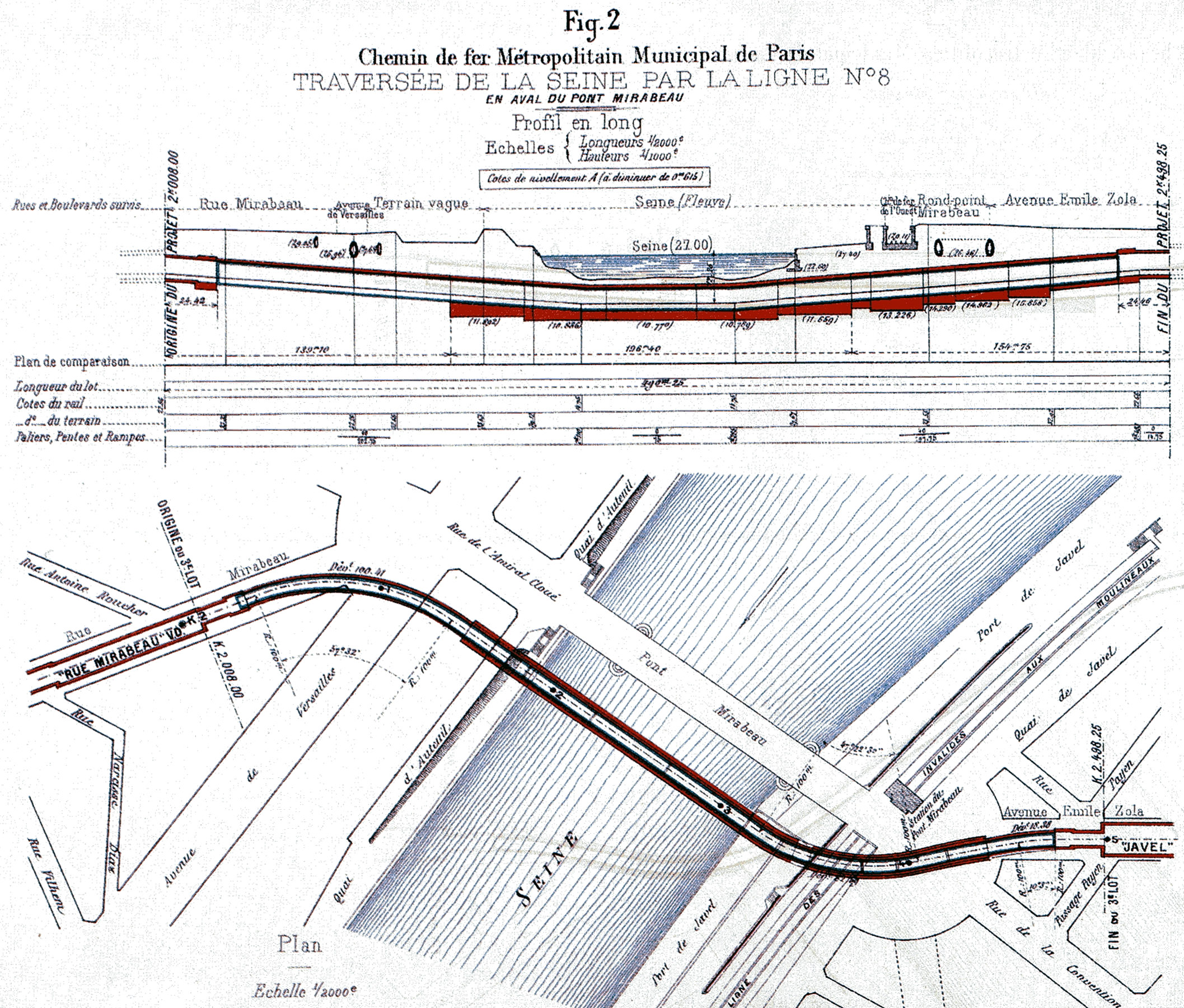
Station westlich der Unterquerung der Seine parallel zum Pont Mirabeau

Die Station befindet sich im Quartier Auteuil des 16. Arrondissements von Paris. Sie liegt westlich der Unterquerung der Seine nahe der Straßenbrücke Pont Mirabeau, längs unter der Rue Mirabeau südwestlich deren Einmündung in die Avenue de Versailles.

## Name
Namengebend ist die Rue Mirabeau. Jene trägt ihren Namen zu Ehren von Honoré-Gabriel Riqueti, Graf von Mirabeau, einem Abgeordneten des Dritten Standes in den Generalständen von 1789 und 1791 Vorsitzenden der Nationalversammlung.

## Geschichte
Die Station wurde am 30. September 1913 in Betrieb genommen und war zunächst Teil der Linie 8. An jenem Tag wurde diese von der Station Beaugrenelle (seit 1947: Charles Michels) nach Westen hin verlängert. Im Stadtteil Auteuil bildete sie eine große Endschleife, die gegen den Uhrzeigersinn befahren wurde. Letzte – und indirekt auch erste – der sechs an ihr befindlichen Stationen war Mirabeau.
Am 27. Juli 1937 wurde der Endabschnitt westlich der Station La Motte-Picquet – Grenelle, einschließlich der Endschleife „Boucle d’Auteil“ und der Station Mirabeau, der Linie 10 zugeordnet. Seit der Verlängerung der Linie in den Vorort Boulogne-Billancourt hat der Streckenabschnitt seine Funktion als Endschleife weitgehend verloren.

## Beschreibung

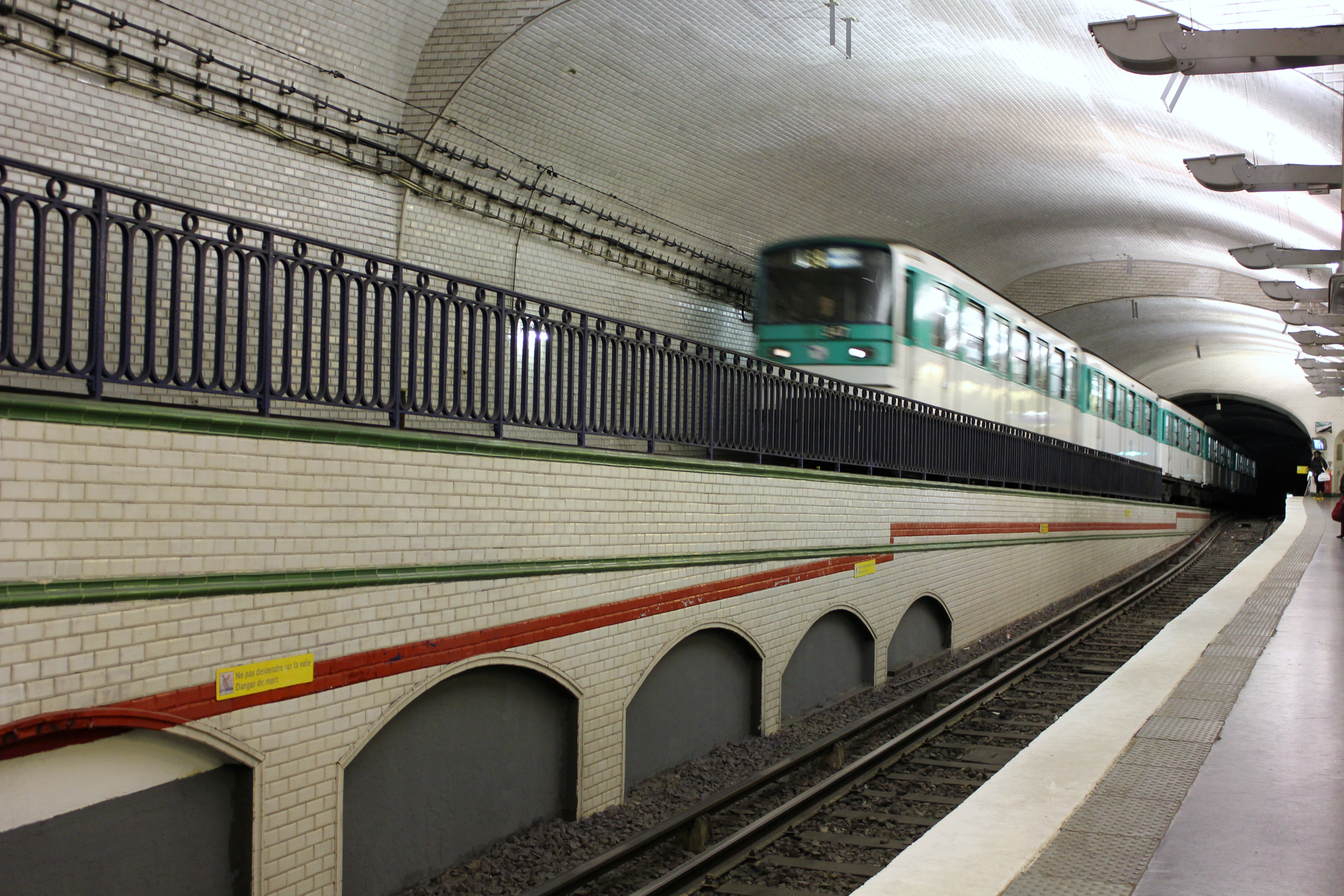
Zug der Baureihe MF 67 erklimmt die Rampe in Richtung Boulogne – Pont de Saint-Cloud

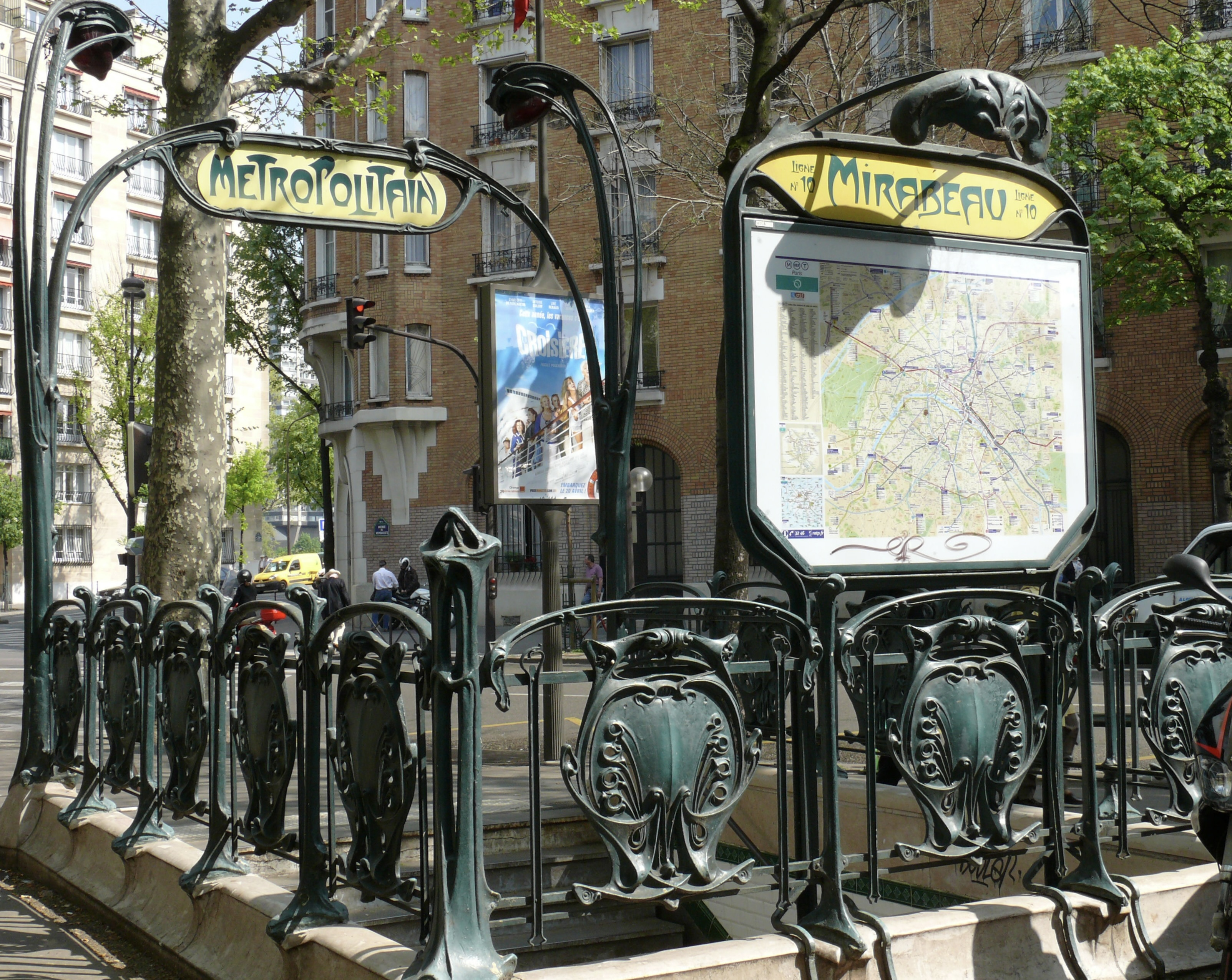
Von Hector Guimard gestalteter Zugang in der Avenue de Versailles

Da sich die Station knapp westlich der Unterquerung der Seine befindet, liegt sie verhältnismäßig tief. Ihr einziger Bahnsteig liegt südlich des Gleises in Richtung Gare d’Austerlitz, das Gleis nach Boulogne – Pont de Saint-Cloud behält die Steigung von 40 ‰ bei. Um die Fundamente der benachbarten Kirche nicht zu beeinträchtigen, wurde in westlicher Richtung kein Bahnsteig angelegt, stattdessen unweit davon die Station Église d’Auteuil eingleisig in geringerer Tiefenlage gebaut. Diese Anlage macht die Station Mirabeau innerhalb des Pariser Métronetzes einzigartig.
Die unter einem asymmetrisch elliptischen Gewölbe errichtete, weiß geflieste Station hat die für die Pariser Métro ungewöhnliche Länge von 91,4 Meter. Sie hat drei Ausgänge, zwei in der Rue Mirabeau und einen in der Avenue de Versailles. Letzterer wurde von Hector Guimard im Stil des Art Nouveau gestaltet.

## Fahrzeuge

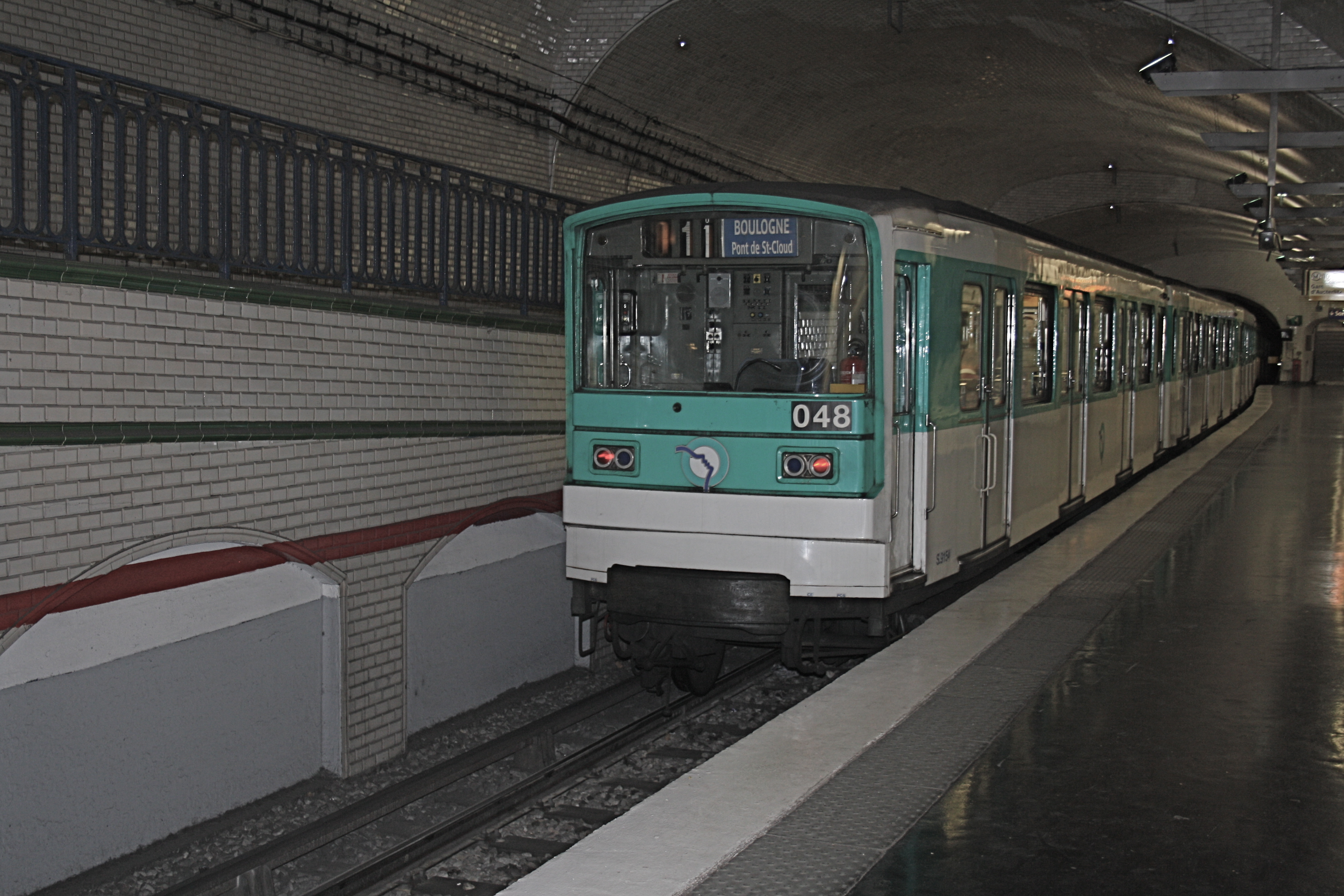
Zug der Baureihe MF 67 in Richtung Gare d’Austerlitz – das Zielschild am Zugende zeigt die Gegenrichtung an

Bis Mitte der 1970er Jahre waren Züge der Bauart Sprague-Thomson im Einsatz, die ab 1975 von der Baureihe MA abgelöst wurden. Im Juni 1994 wurde jene durch die Baureihe MF 67 ersetzt, die im Jahr 2024 nach wie vor auf der Linie 10 im Einsatz ist.